# Svatý Jiří a drak (fotografie)
Svatý Jiří a drak (anglicky: St. George and the Dragon) je inscenovaná fotografie anglického spisovatele a fotografa Lewise Carrolla (Charles Lutwidge Dodgson, 1832–1898) založená na středověké legendě.

## Historie

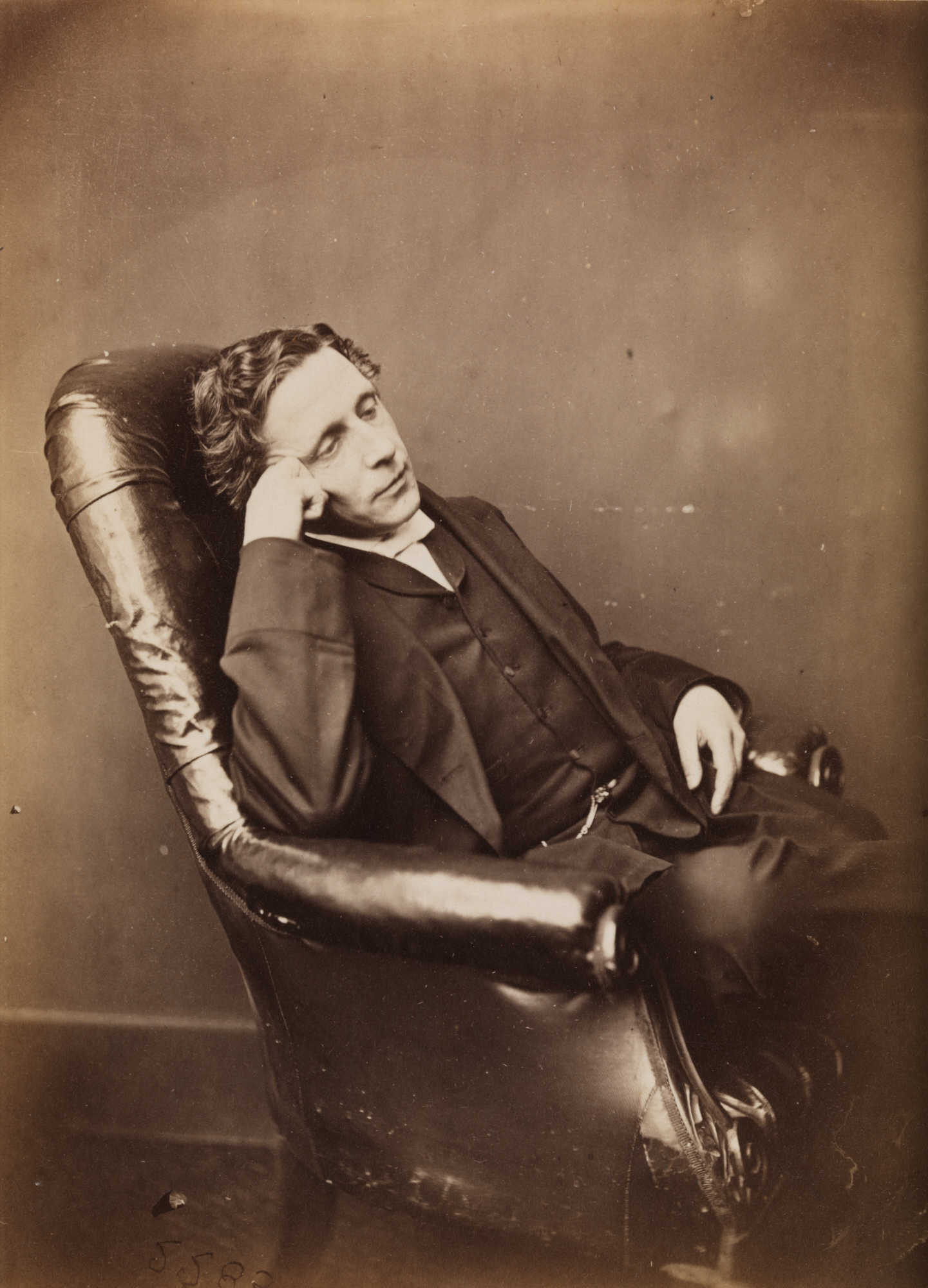
Lewis Carroll, kolem roku 1875

V roce 1872 provozoval Carroll v Oxfordu fotografické studio v podkrovní místnosti, vybavené a navržené tak, aby mohl fotografovat i za nepříznivého počasí. Díky mnoha hračkám a kostýmům pronajatým od divadla Drury Lane Theatre (i když některé kostýmy navrhl sám spisovatel a některé si půjčoval z Ashmoleova muzea v Oxfordu), byl skleněný pavilon rájem pro děti. Své malé kamarády, které využíval jako fotomodely, Carroll nazýval „dětský přítel“. Někteří vědci se domnívají, že tato fráze spíše než věk naznačovala typ vztahu. Ve viktoriánské Anglii byl tento výraz velmi rozšířený a někdy odrážel povahu vztahů mezi lidmi různého sociálního postavení. Existují i jiné interpretace tohoto pojmu.
Inscenovaná fotografie Svatý Jiří a drak byla pořízena 26. června 1875 (podle jiných zdrojů existuje také datování „kolem roku 1874“). Je známo, že fotografický pozitiv byl zahrnut do osobního alba spisovatele č. 3. Identifikátor fotografie / negativu: Z-PH-LCA-III.108. Číslo stránky v albu je 108. Podepsáno: Dodgson, Charles Lutwidge. Název fotografie v albu: St. George & the Dragon. Technika: kolodiový proces s použitím albuminového fotografického papíru.
Všechny portréty dětí vytvořené Carrollem byly podle jeho vůle distribuovány rodinám modelů. Carrollovy fotografie byly rozptýleny a zapomenuty. V roce 1945 se začal zajímat o viktoriánskou fotografii sběratel, historik, fotograf Helmut Gernsheim. V té době o tom nebyla žádná speciální literatura. Londýnský antikvář a knihkupec nabídl Gernsheimovi album dětských fotografií (tvrdil, že fotografie byly „extrahovány z hromady knih ve sklepě“), jejichž autorem byl údajně Lewis Carroll. Nebyly o tom žádné důkazy, ale Gernsheim v Britském muzeu porovnal podpisy fotografií se slavnými Carrollovými autogramy a ujistil se, že skutečné patří spisovateli.
Nejznámější pozitiv St. George and the Dragon je ve sbírce Metropolitního muzea v New Yorku v USA. Velikost fotografie ve sbírce MoMa je 11,7x16 centimetrů. Na aukci v Sotheby's 17. června 1981 získala pozitiv (lot 378) společnost Gilman Paper Company Collection (New York). V roce 2005 ji od ní zakoupilo Metropolitní muzeum. Na fotografii je v pravém horním rohu nápis „303 (vepsáno do oválu) 2316“.
Od roku 1985 navštívila fotografie 12 dočasných výstav v muzeích v USA, Kanadě a Francii. Další pozitiv z této fotografie je aktuálně ve sbírce Victoria and Albert Museum ( South Kensington, Londýn, Velká Británie) a daroval ji jistý Noelene Grant. Má inventární číslo E. 145–2009 a je součástí Sbírky Prints, Drawings & Paintings. Jeho velikost je 9,8x14 centimetrů. Třetí verzi této fotografie vlastní Muzeum J. Paula Gettyho (12,2 x 16,2 centimetrů), a než ji muzeum získala, byla ve Sbírce Sama Wagstaffa.

## Fotomodely
- Alexandra Rhoda Kitchin (přezdívaná „Xie“, 1864–1925) byla dětská přítelkyně Lewise Carrolla. Alexandra Kitchin, krásné a fotogenické dítě, byla Carrollovou múzou a modelkou od roku 1868. Carroll ji fotografoval častěji než kterýkoli z jeho ostatních modelů, někdy měla na sobě exotický kostým. Na fotografii „Svatý Jiří a drak“ hraje princeznu, na sobě má bílou noční košili a papírovou korunu. Alexandra Kitchin byla dcerou reverenda George Kitchina (1827–1912), který byl Carrollovým kolegou v Oxfordské Kristově katedrále, později působil jako děkan katedrály ve Winchesteru a později v Durhamu[7][2]. Její kmotrou byla Alexandra Dánská, budoucí manželka Eduarda VII., krále Velké Británie a Irska, která byla přítelkyní její matky z dětství.[8] V roce 1890 se Alexandra provdala za Arthura Cardewa, úředníka a amatérského hudebníka. Měli šest dětí. Na rozdíl od Alice Liddell, Isy Bowman a Carrollových dalších přátel, Xie na Carrolla nikdy vzpomínky nezveřejnila.[9]

Na fotografii jsou také její tři mladší bratři:
- George Herbert (1870–1951), který hraje roli mrtvého válečníka, který ve středověké legendě nebyl nalezen. Později se stal plodným provinčním architektem, pracoval v Hampshire a byl také botanikem a zahradníkem.[10]
- Hugh Bridge (1867–1945), hrající roli draka, pokrytého kůží leoparda (nar. 1867).[5]
- Brooke Taylor (1869–1940), který na fotografii hraje roli svatého Jiří. Stejně jako jeho starší bratr se stal architektem.

Alexandra měla ještě také mladší sestru Dorothy Maud, Mary, která na fotografii chybí.
Dodgson fotografoval Alexandru Kitchin více než padesátkrát, od 4 do 16 let. Tyto fotografie jsou odborníky často označovány jako „Xie“ fotografie. Existuje legenda, že Carroll kdysi položil otázku: „Jak dosáhnout dokonalosti v oblasti fotografie?“, A pak na ni sám odpověděl: „Postavte Xie před objektiv.“ V dopise ze dne 16. června 1880 spisovatel skutečně vede podobný dialog sám se sebou.

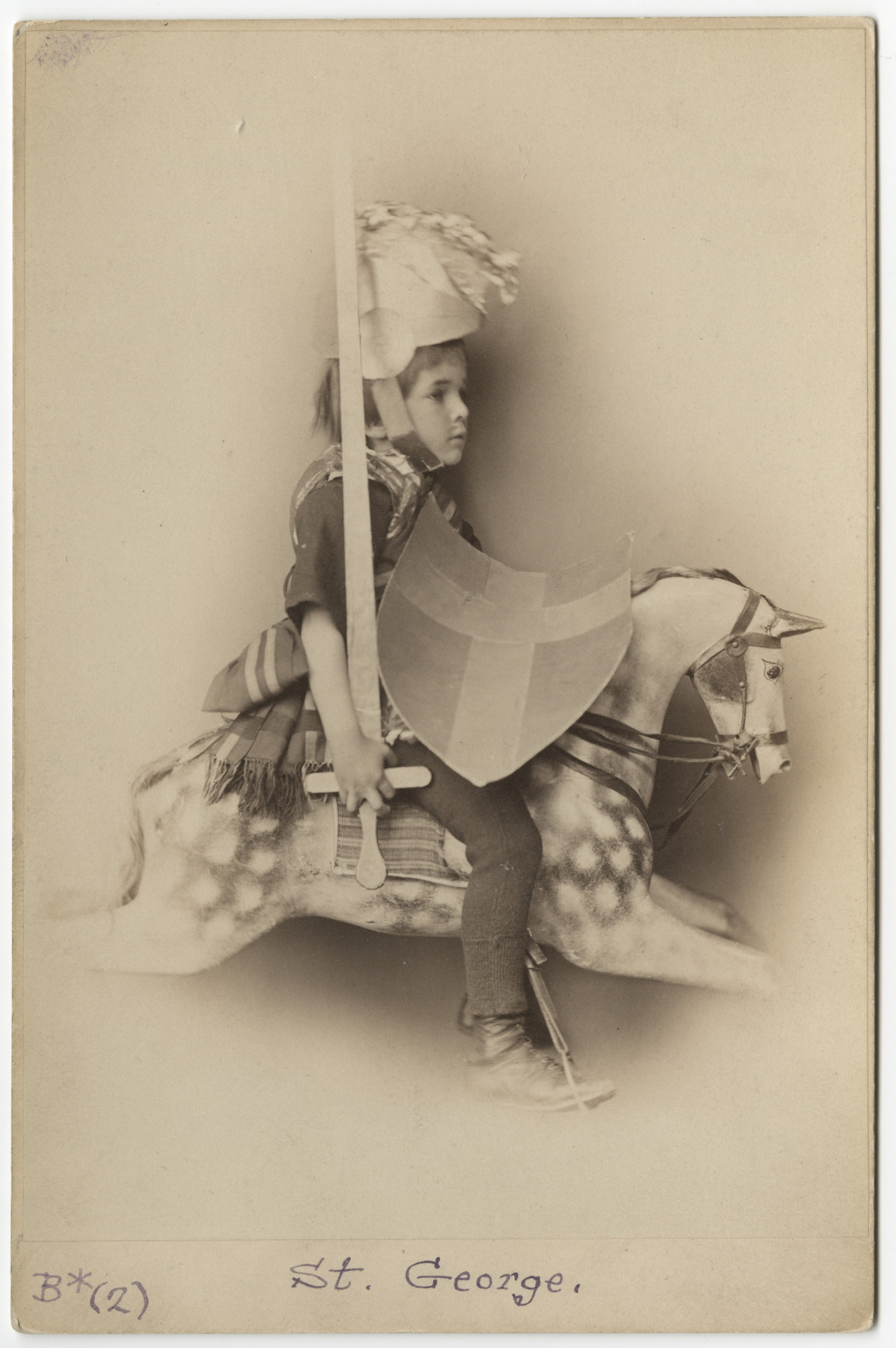
Svatý Jiří (Brooke Taylor Kitchin), kolem roku 1874
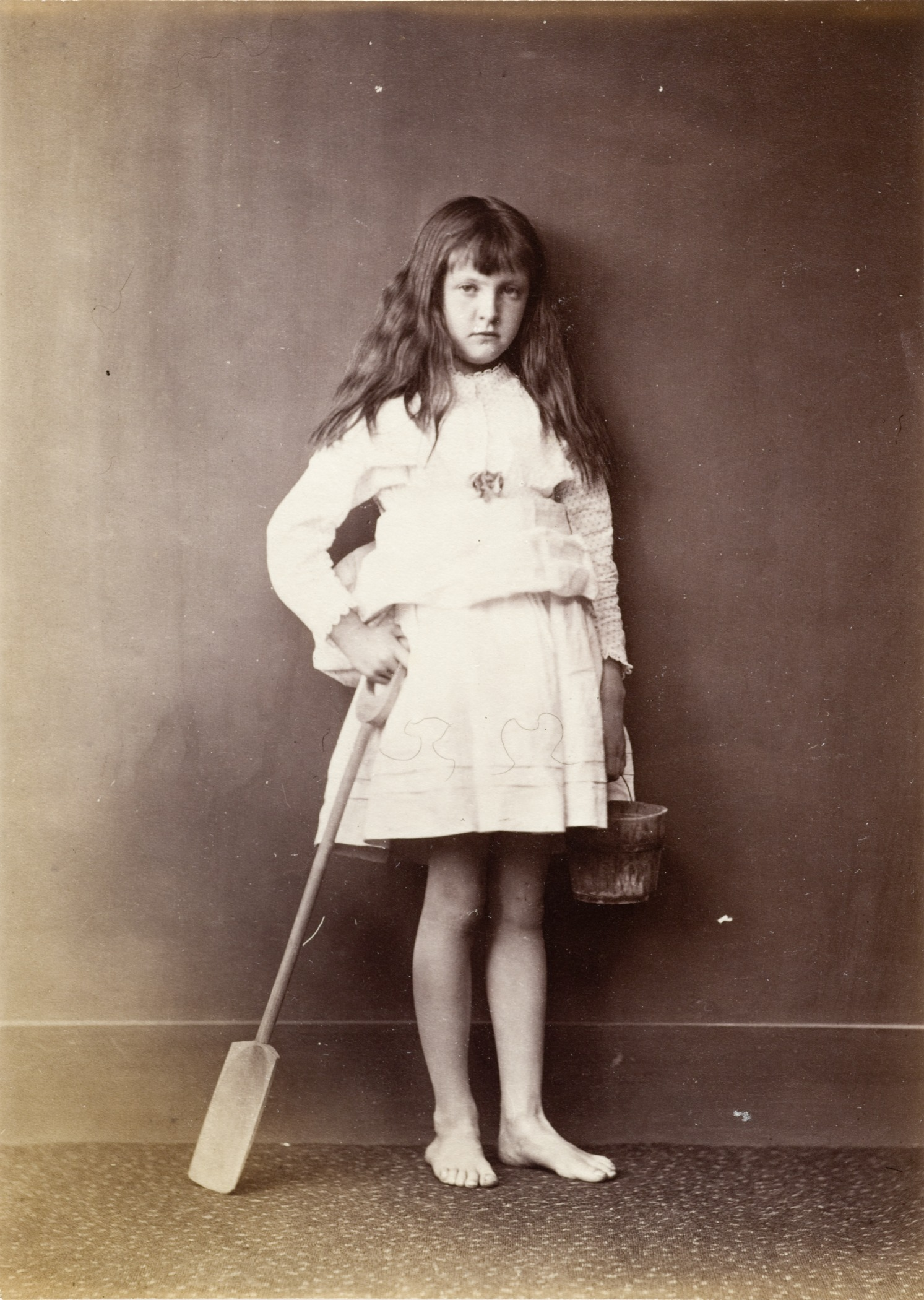
Alexandra Rhoda Kitchin s lopatou a lopatou, kolem roku 1873
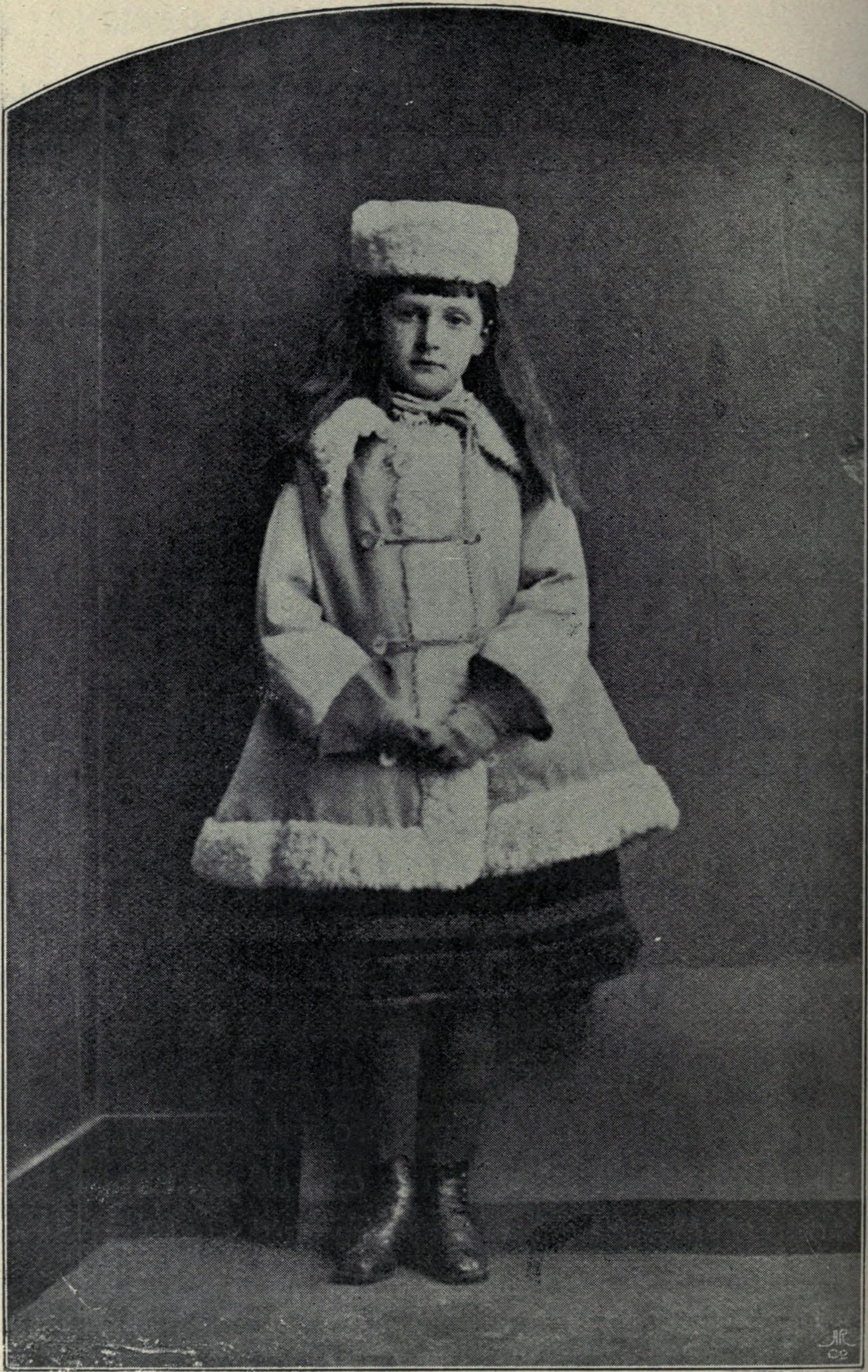
Alexandra Rhoda Kitchin, kolem roku 1873
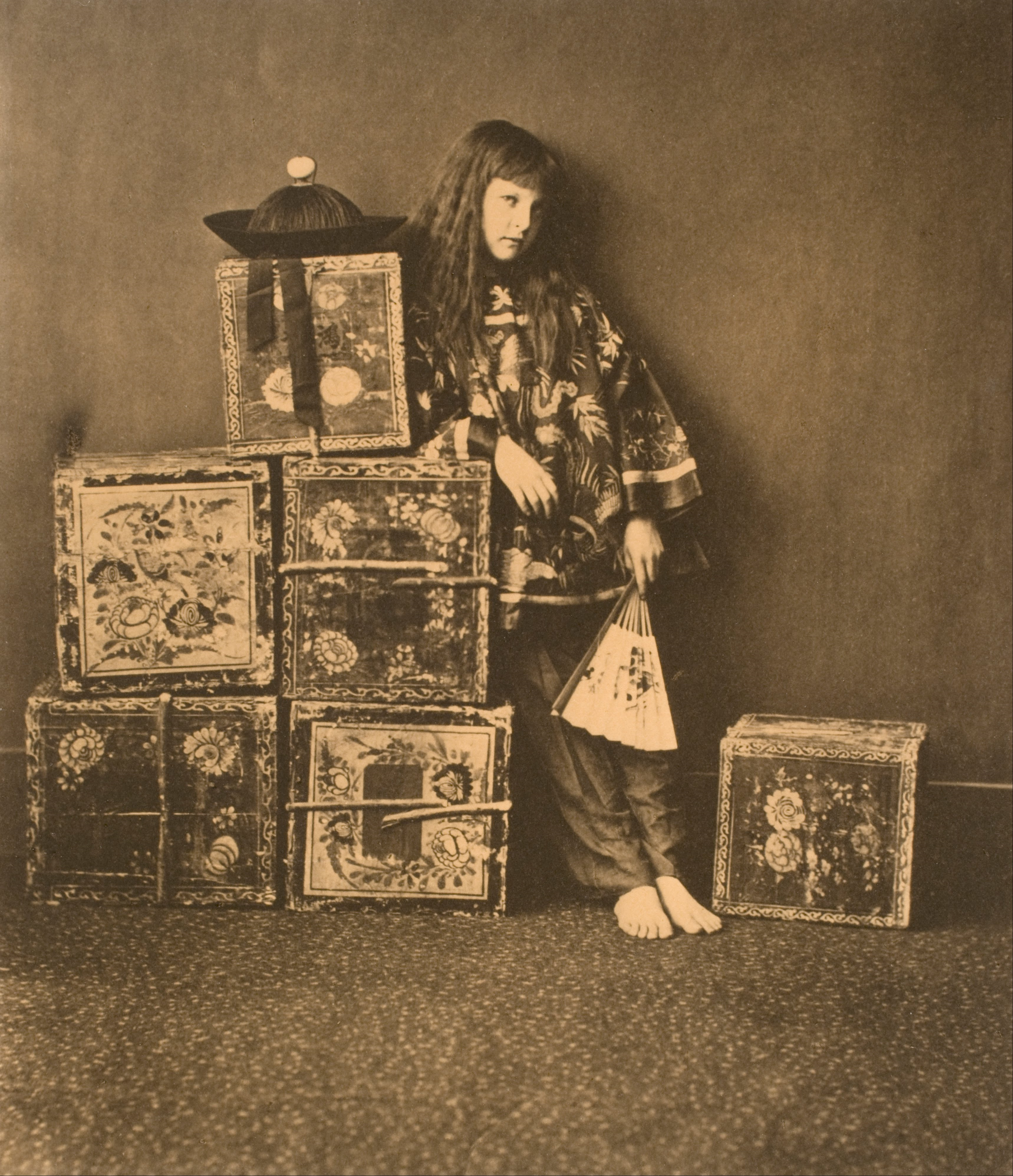
Alexandra Rhoda Kitchin, 1873
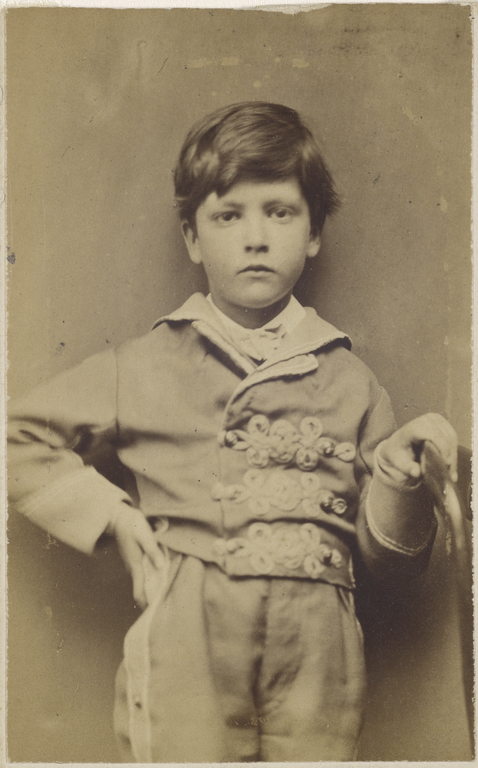
George Herbert Kitchin, 1873
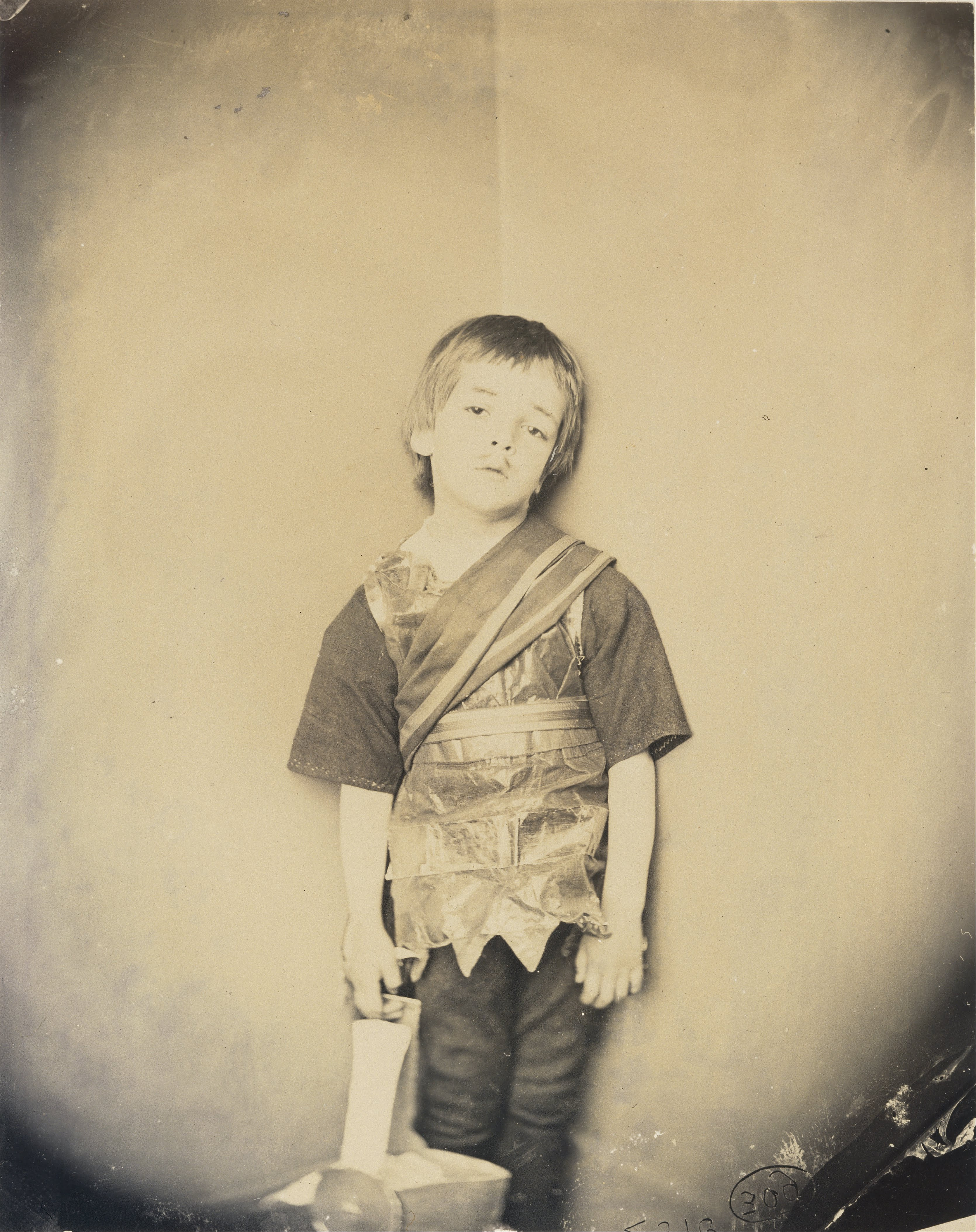
Achilles ve svém stanu (Brooke Taylor Kitchin), 26. června 1875

## Syžet fotografie
Legenda o sv. Jiřím a drakovi získala slávu v západní Evropě jako součást Zlaté legendy (Legendy Aurea, díla kronikáře Jacoba de Voragine: sbírka křesťanských legend a životů svatých, napsaná kolem roku 1260. Byla jednou z nejoblíbenějších knih středověku; ve 14. až 16. století byla po Bibli na druhém místě v popularitě. Děj legendy:
"Ve městě Silene, v oblasti Libye, žil drak, který děsil obyvatele." Každý rok mu obětovali ovci a člověka. Jednoho dne padl los na královu dceru. Její otec ji oblékl do královských šatů a ona šla k jezeru, kde drak žil. Svatý Jiří, který náhodou projížděl touto cestou, uviděl plačící pannu a zeptal se jí, co se stalo. Panna řekla: „Dobrý mladý muži, rychle nasedni na koně a utíkej, jinak zahyneš stejně jako já.“ Jiří ji povzbudil: „Neboj se, dítě, ale řekni mi, co tady čekáš a na co se všichni lidé budou dívat?“. Řekla: „Chápu, dobrý mladý muži, jsi velkorysý, ale chceš se mnou opravdu zemřít? Rychle pryč! “. Jiří odpověděl: „Neodejdu odtud, dokud mi neprozradíš, co se děje.“ Když mu všechno vysvětlila, Jiří zvolal: „Neboj se, dítě, pomůžu ti ve jménu Krista!“. Panna řekla: „Dobrý rytíři, pospěš si, zachraň se, abys nezemřel se mnou! Stačí, že zemřu sama - ale pokud mě nemůžeš osvobodit, zemřeme oba. “ Když mluvila, drak vynořil hlavu z jezera. Potom panna třesoucí se hrůzou zvolala: „Utíkej, dobrý pane, utíkej rychle!“ Jiří skočil na svého koně, pokřižoval se a směle vyrazil vpřed, aby se utkal s postupujícím drakem. Válečník hrozivě třásl kopím, svěřil se do rukou Božích, způsobil drakovi těžkou ránu, srazil ho na zem a řekl dívce: „Okamžitě nasaď svůj opasek drakovi kolem krku!“ Panna udělala všechno podle rozkazu Jiřího a drak je následoval jako krotký pes.“
Иаков Ворагинский. Золотая легенда
Legenda našla svůj odraz v textech bohoslužeb, kde se zachovala až do reformy provedené papežem Klementem VII. (16. století) ), kdy byla odstraněna část modliteb, ve kterých byla zmiňována bitva sv. Jiří s drakem z misálů a dalších církevních knih a v jeho biografii nebyl kladen důraz na boj proti mytickému monstru, ale na jeho roli mučedníka za víru.

## Vlastnosti fotografie
Carrollova práce byla ovlivněna piktorialismem módním ve viktoriánské Anglii. Spisovatel byl s tímto směrem dobře obeznámen a dopisoval si s tehdejšími nejvýznamnějšími představiteli tohoto směru – Oscarem Gustavem Reilanderem, Clementinou Hawardenovou, Henrym Peach Robinsonem.
Kritička moderního umění konstatuje:
„Jeho modely často předstírají, že jsou exotické postavy nebo hrají mytické scény... inscenované prostředí a okraje pozadí jsou často viditelné a děti jsou jasně klidné, expresivní, upřímné tváře. Fotografie Kitchinových bratrů a sester, dětí jednoho z Dodgsonových kolegů, předvádějící příběh snímku „Svatý Jiří a drak“, otevřeně demonstruje fotografické techniky a zdůrazňuje divadelní povahu scény. K vytvoření celého alternativního světa stačí několik rekvizit a doplňků. Další fotografie pořízená ve stejný den zobrazuje Brook Kitchin v roli Svatého Jiřího, jak v rohu sedí namrzeně v obleku a falešném kníru. Dodgson později nazval tuto fotografii „Achilles ve svém stanu“, čímž zdůraznil hrdinské měřítko role chlapce a jeho pochmurnou náladu.
Andrea DenHoed. Lewis Carroll's Portraiture
Dochovala se také fotografie Brooka Taylora Kitchina s motivem svatého Jiří, pocházející ze stejné doby. Její velikost je 16,4 x 10,7 centimetrů a nachází se ve sbírce Centra Harryho Ransoma na Texaské univerzitě v Austinu.
Kritici moderního umění vidí na Carrollových fotografiích dětí obraz dítěte jako „ideálního tvora, který není obeznámen s úzkostmi a nedokonalostmi světa dospělých, a jsou nositelem ideálů ztracených dospělými“. Rovněž je třeba poznamenat, že meč (a ne kopí, jak je na takových obrázcích obvyklé) Sv. Jiří je z nějakého neznámého důvodu namířen na dívku, a ne na „draka“. Fotograf zobrazuje děti jako dospělé a vytváří tak zdánlivě nevinnou scénu, ale moderní člověk nalézá ve fotografii dvojsmysly.

## Fotografie v moderní kultuře
Řada Dreamchild (2003) od australské fotografky řeckého původu Polixeni Papapetrou se skládá z fotografických předělávek známých fotografiích Lewise Carrolla. Mezi nimi – fotografie Papapetrovy dcery Olympie, hrající roli svatého Jiří na fotografii „St. George“, která je barevná a ne černobílá jako Carrollova.

## Galerie
Svatý Jiří a drak ve vizuálním umění:

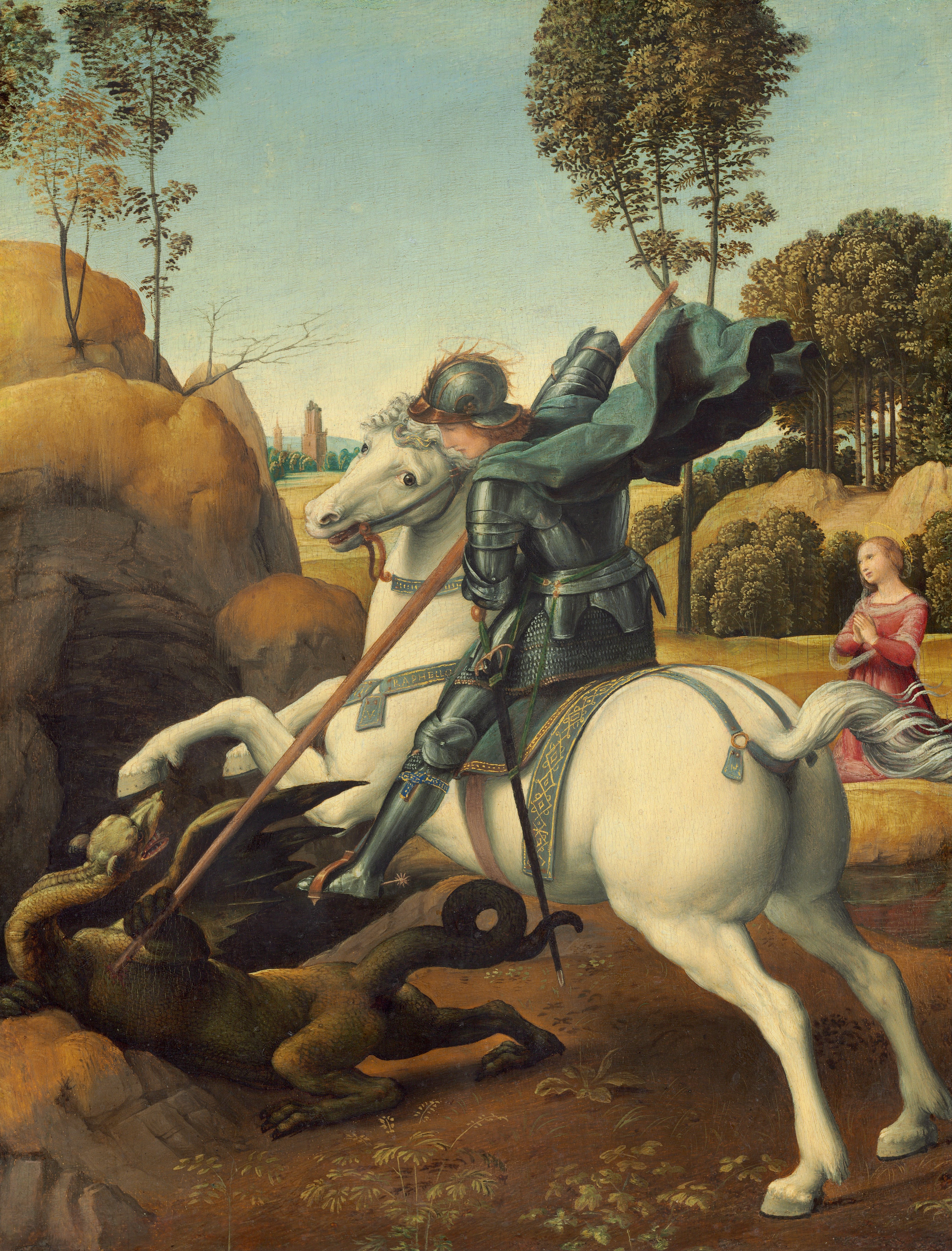
Raphael, asi 1505
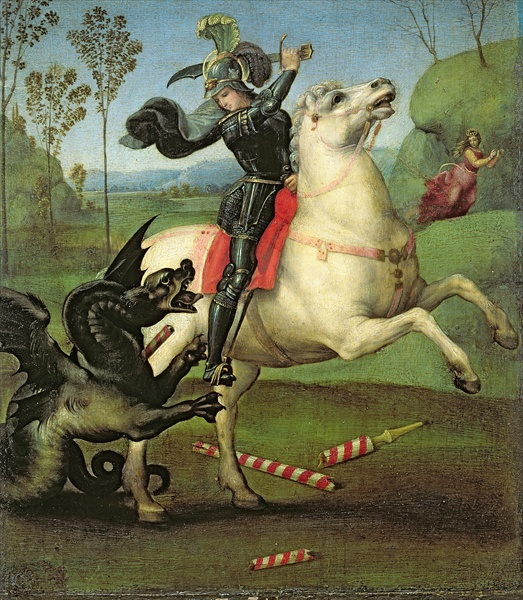
Raphael, Louvre, asi 1505
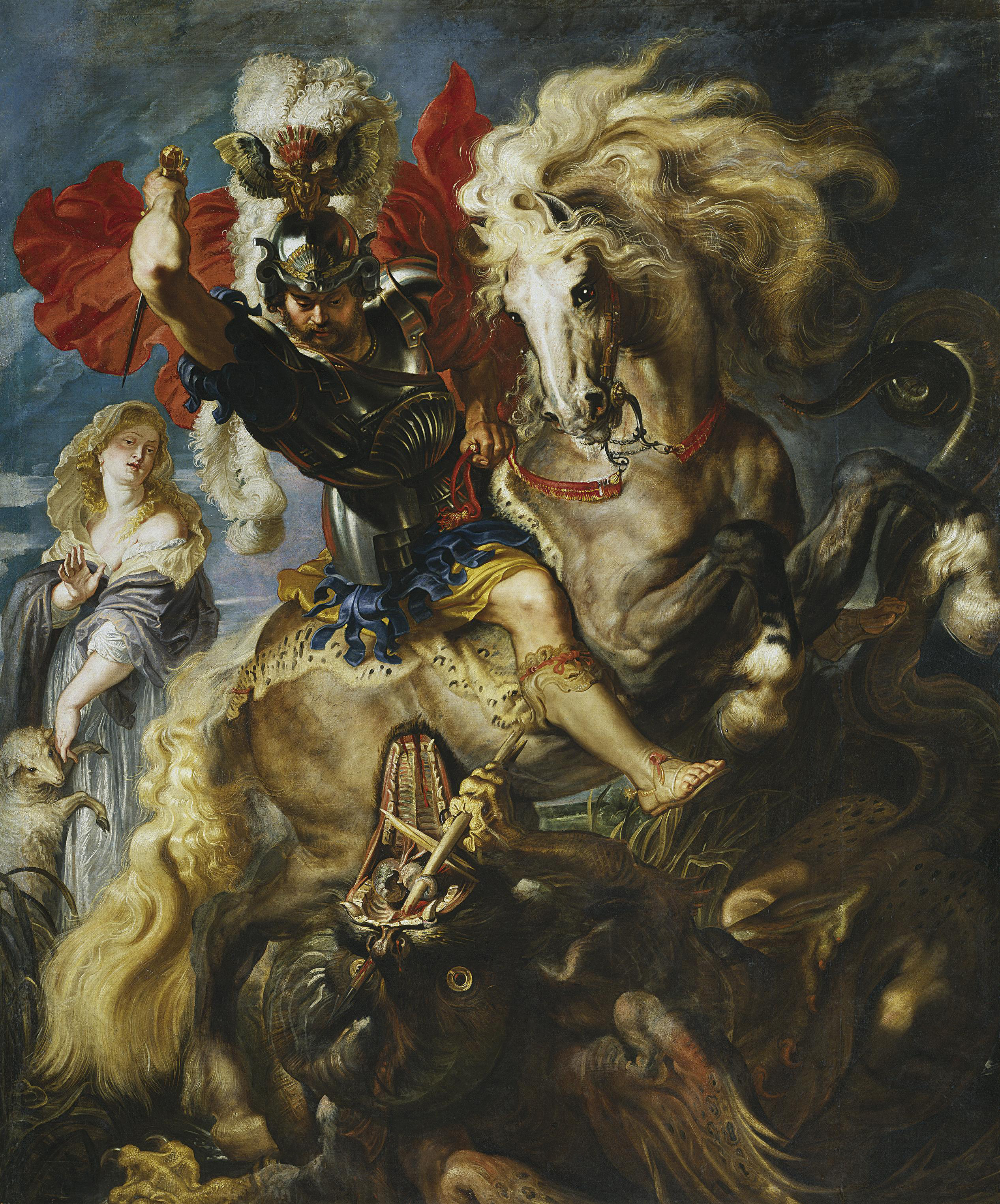
Peter Paul Rubens, asi 1605
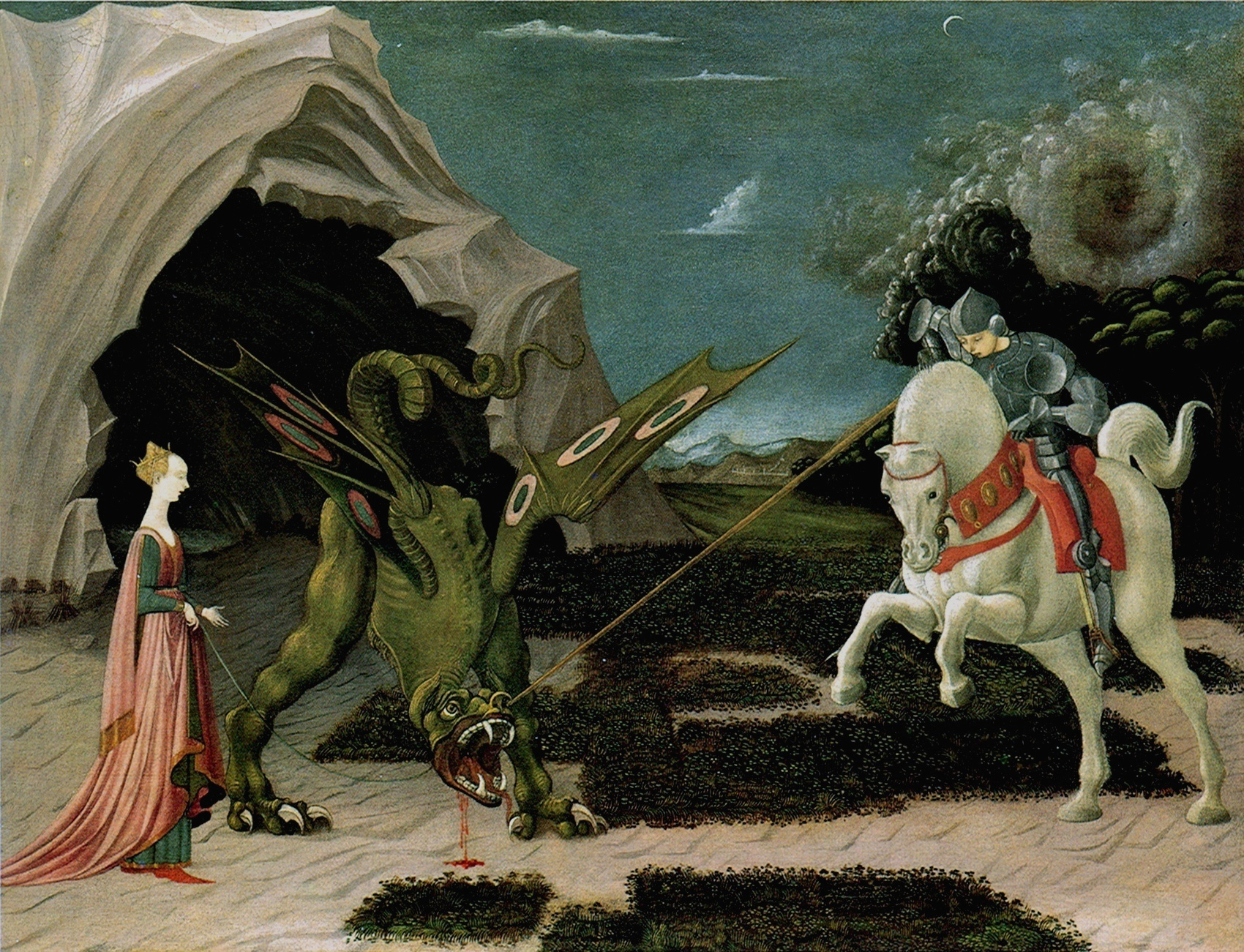
Paolo Uccello, asi 1470
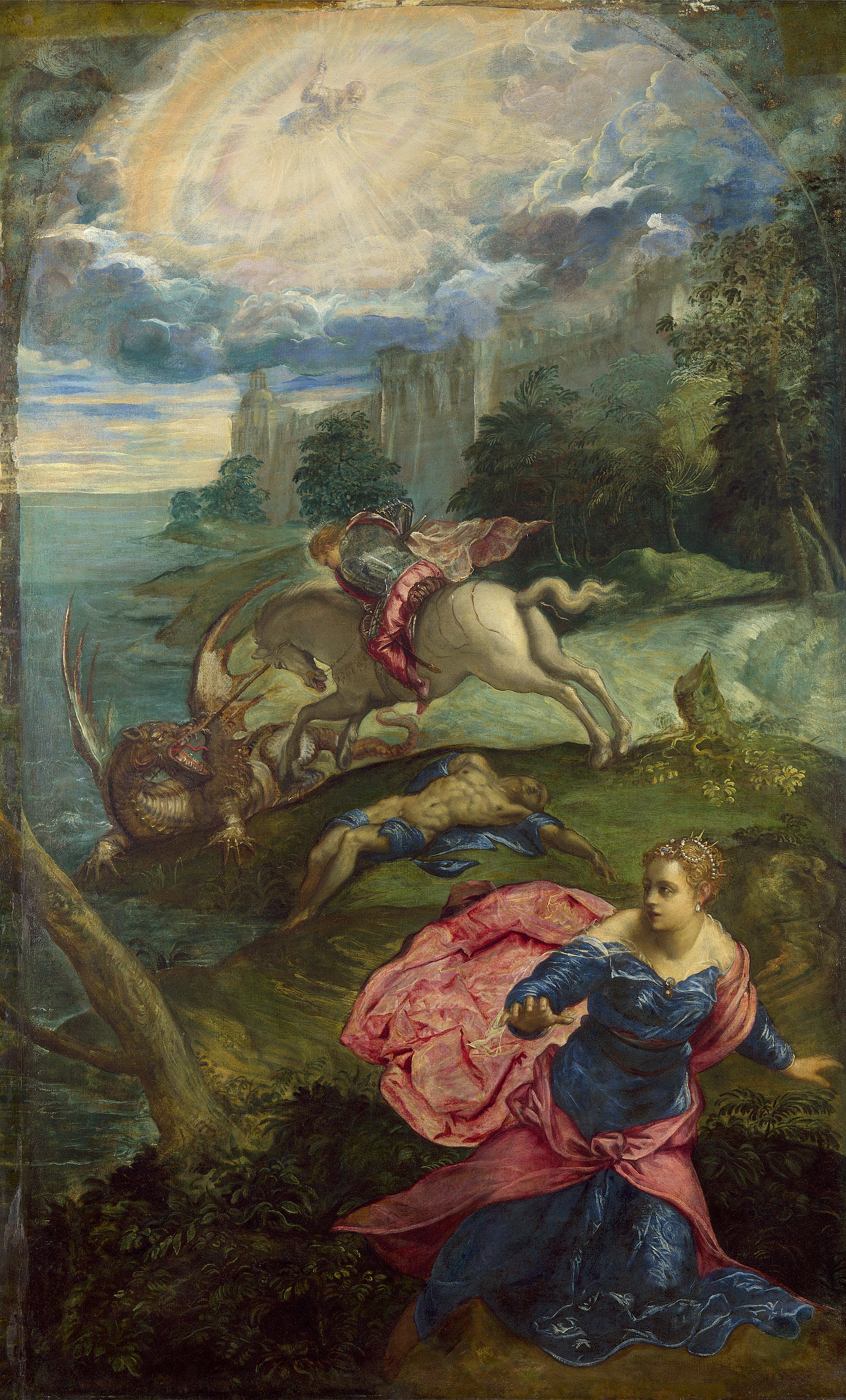
Tintoretto, 1558
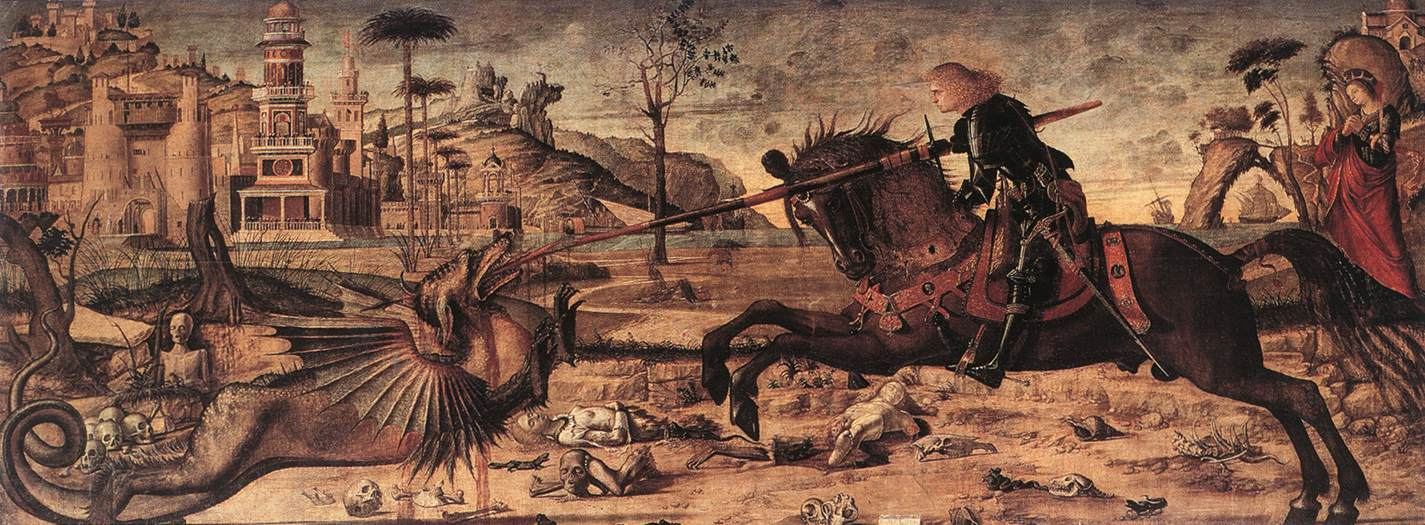
Vittore Carpaccio, 1502
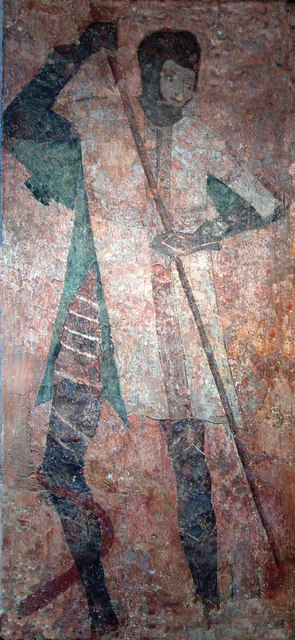
Neznámý autor, 1430–1445